# ماتو داميانوفيتش
ماتو داميانوفيتش Mato Damjanović (ولد في 23 مارس 1927 – ومات في 12 فبراير 2011) كان لاعب شطرنج كرواتي حمل لقب أستاذ كبير.

## ألقاب
- وهو ثاني كرواتي يحصل على لقب أستاذ كبير، بعد ميو أودوفتشيتش.
- حصل على لقب أستاذ كبير عام 1964.
- حصل على لقب أستاذ دولي عام 1962.

## إنجازات
- لعب باسم يوغوسلافيا في المسابقات الدولية.

## روابط خارجية
- ماتو داميانوفيتش على موقع مباريات الشطرنج (الإنجليزية)
- ماتو داميانوفيتش على موقع 365Chess.com (الإنجليزية)
- ماتو داميانوفيتش على موقع Chesstempo.com (الإنجليزية)
- ماتو داميانوفيتش سجل أولمبياد الشطرنج على موقع OlimpBase.org (الإنجليزية)